# Методика
Методика — это, как правило, некий готовый «рецепт», алгоритм, процедура для проведения каких-либо нацеленных действий. 
Методика применялась и применяется в обучении, педагогике и других областях (отраслях) жизнедеятельности человека. Методика отличается от метода конкретизацией приёмов и задач. Например, математическая обработка данных эксперимента может объясняться как метод (математическая обработка), а конкретный выбор критериев, математических характеристик — как методика.

## Понятие «методика» в различных отраслях

### Образование
Методика в образовании — описание конкретных приёмов, способов, техник педагогической деятельности в отдельных образовательных процессах; «собирание правил воспитательной деятельности».
Методика обучения учебному предмету включает в себя:
- цели обучения
  - образовательные цели
  - развивающие цели
  - воспитывающие цели
  - практические цели
- принципы обучения
- содержание обучения
- средства обучения
- формы обучения
- методы обучения
  - общие методы обучения
  - частные методы обучения

### Психодиагностика
Психодиагностический метод направлен на решение широкого круга задач, психодиагностическая методика — на решение частных задач. Методика, в отличие от метода, представляет собой конкретные инструкции по проведению диагностики, обработке данных и интерпретации результатов. В рамках одного метода может существовать практически бесконечное количество методик.

## Требования к методике
Необходимыми требованиями к методике, как к конкретному «рецепту», процедуре, являются следующие:
- реалистичность;
- воспроизводимость;
- внятность;
- соответствие целям и задачам планируемого действия, обоснованность;
- результативность.

## Методика обучения физике

### План анализа физической величины при обучении физике в основной школе
1. буквенное обозначение; вид;
2. определяющая формула;
3. единицы измерения;
4. что характеризует, показывает;
5. другие способы определения.

- Например, физическая величина плотность:

1. буквенное обозначение ρ(ро), табличная величина;
2. определяющая формула ρ=m/V;
3. единицы измерения [кг/м3];
4. характеризует количество массы вещества, содержащегося в единице объема;
5. другой способ определения — табличный;

- Например, физическая величина  мощность:

1. буквенное обозначение Р(пэ);
2. определяющая формула Р=А/t;
3. единицы измерения [Вт];
4. характеризует процесс совершения работы электрическим током, электроприборы; показывает работу совершенную в единицу времени;
5. другой способ определения — Р=UI (для электрического тока).

### План анализа физического явления при обучении физике в основной школе
1. признаки;
2. условия возникновения;
3. механизм явления (причина);
4. средства описания (величины, законы);
5. применение;
6. предупреждение вредного действия;

### План анализа физического прибора при обучении физике в основной школе
1. принцип действия;
2. назначение;
3. устройство;
4. правило работы с прибором [9].